# Walter Crickmer
Walter Crickmer (Wigan, 17 dicembre 1899 – Monaco di Baviera, 6 febbraio 1958) è stato un allenatore di calcio e dirigente sportivo inglese.
Fu segretario del Manchester United dal 1926 al 1958, quando perì nel disastro aereo di Monaco di Baviera mentre era al seguito della squadra.
Fu anche allenatore dei Red Devils in due diversi periodi, dal 1931 al 1932 e dal 1937 al 1947, per un totale di 119 partite.